# Boopha Kaenthong
Boopha Kaenthong (Thai: บุบผา แก่นทอง; * um 1945) ist eine thailändische Badmintonspielerin. 

## Karriere
Boopha Kaenthong siegte in ihrer Heimat erstmals 1965 bei den thailändischen Meisterschaften im Dameneinzel. 1968 gewann sie das Doppel gemeinsam mit Pachara Pattabongse. 1970 waren beide erneut im Doppel erfolgreich. Bei der Badminton-Asienmeisterschaft 1965 gewann sie Bronze im Doppel, bei den Südostasienspielen 1969 Bronze im Doppel und im Einzel.

## Sportliche Erfolge
| Saison | Veranstaltung               | Disziplin   | Platz | Name                                   |
| ------ | --------------------------- | ----------- | ----- | -------------------------------------- |
| 1965   | Thailändische Meisterschaft | Dameneinzel | 1     | Boopha Kaenthong                       |
| 1968   | Thailändische Meisterschaft | Damendoppel | 1     | Pachara Pattabongse / Boopha Kaenthong |
| 1970   | Thailändische Meisterschaft | Damendoppel | 1     | Pachara Pattabongse / Boopha Kaenthong |